# Núi Voi (Đài Bắc)
Núi Voi (tiếng Trung: 象山; Hán-Việt: Tượng Sơn) là một ngọn núi ở quận Tín Nghĩa, thành phố Đài Bắc, Đài Loan. Núi cao 183 m (600 ft). Có một con đường mòn leo núi dài khoảng 1,5 km (0,93 mi) dẫn lên đỉnh. Đứng ở con đường này có thể nhìn thấy cao ốc Đài Bắc 101. Trên đỉnh núi có sáu tảng đá khổng lồ thu hút khách du lịch, có nơi tác nghiệp cho các nhiếp ảnh gia. Núi nằm gần với ga Tượng Sơn của hệ thống đường sắt đô thị Đài Bắc.

## Tên gọi
Tượng Sơn trong tiếng Hoa có nghĩa là núi Voi, bắt nguôn từ hình dạng gần giống con voi của ngọn núi này.

## Địa chất
| [Bản đồ tương tác toàn màn hình] |                                                               |
| Địa điểm tuyển chọn ở dãy núi Nam Cảng gần Tín Nghĩa, Đài Bắc 1 Ga Tượng Sơn, Lối ra số 2 2 Đền Đại Thiên Điện Linh Vân (代天殿靈雲宮) 3 Đỉnh núi Voi (Tượng Sơn) 4 Đỉnh núi Sư Tử (Sư Sơn) 5 Đỉnh núi Báo (Báo Sơn) 6 Đỉnh núi Hổ (Hổ Sơn) 7 Đền Tùng Sơn Phụng Thiên (松山奉天宮) 8 Ga Hậu Sơn Bì |                                                               |
| | Biểu đồ hiện đang tạm thời không khả dụng do vấn đề kĩ thuật. |

Núi Voi là một trong bốn ngọn núi của dãy núi Tứ Thú Sơn (四獸山, nghĩa là "dãy núi Bốn Loài Vật"), bao gồm núi Sư Tử (獅山, Sư Sơn), núi Báo (豹山, Báo Sơn), và núi Hổ (虎山, Hổ Sơn) trong dãy núi Nam Cảng. Núi ở đây chủ yếu là núi sa thạch. Thực vật nơi đây có những loài dương xỉ như Cibotium cumingii và Cyathea lepifera.

## Giao thông
Từ lối ra số 2 của ga Tượng Sơn, đi về phía nam, dọc theo công viên Tượng Sơn đến điểm đầu của con đường mòn dẫn lên đỉnh núi gần đền Đại Thiên Điện Linh Vân.
Người leo núi cũng có thể đi từ đầu phía đông bằng cách xuất phát phía sau lưng đền Tùng Sơn Phụng Thiên, cách ga Hậu Sơn Bì một quãng đi bộ ngắn về phía nam của ga.
- Khung cảnh lưu vực Đài Bắc nhìn từ cụm Sáu Tảng Đá Khổng Lồ, 2013

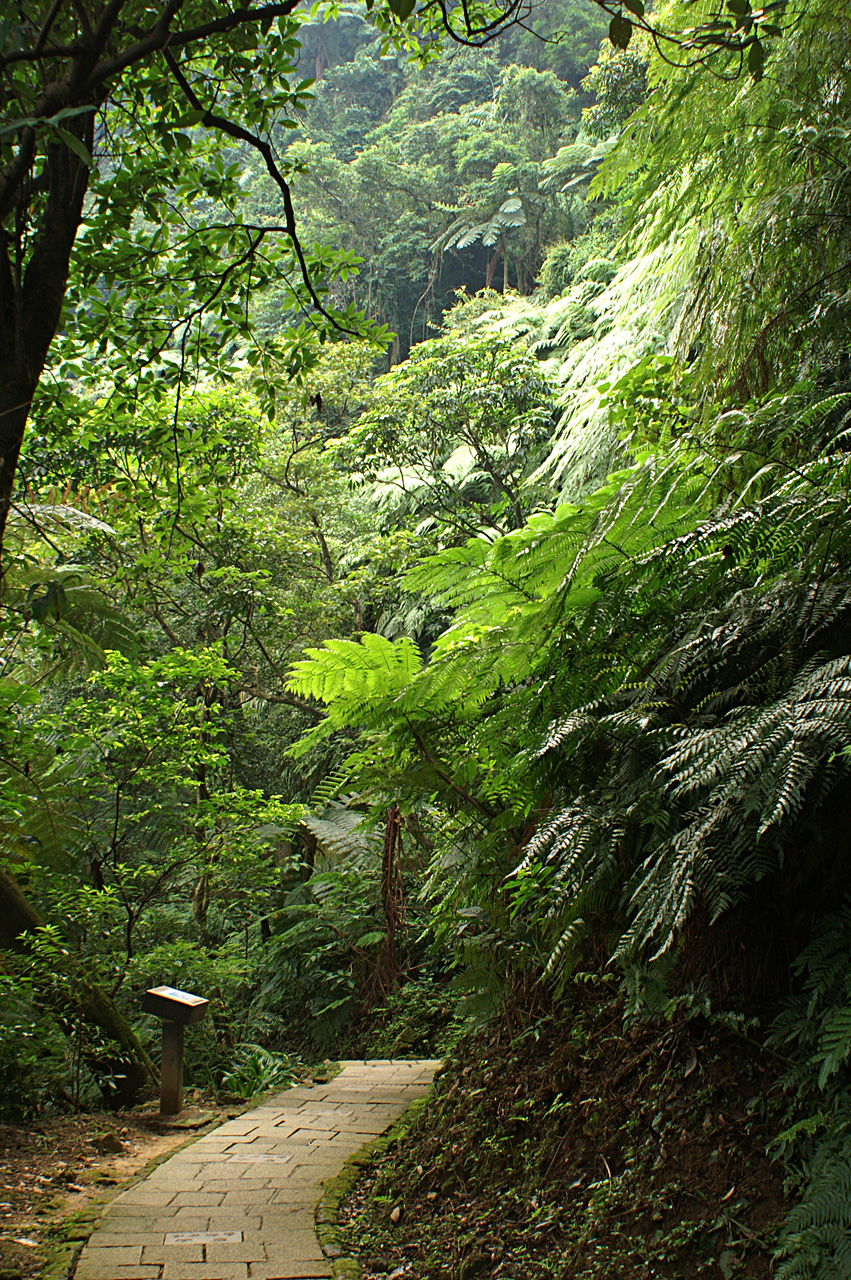
Con đường leo núi Voi
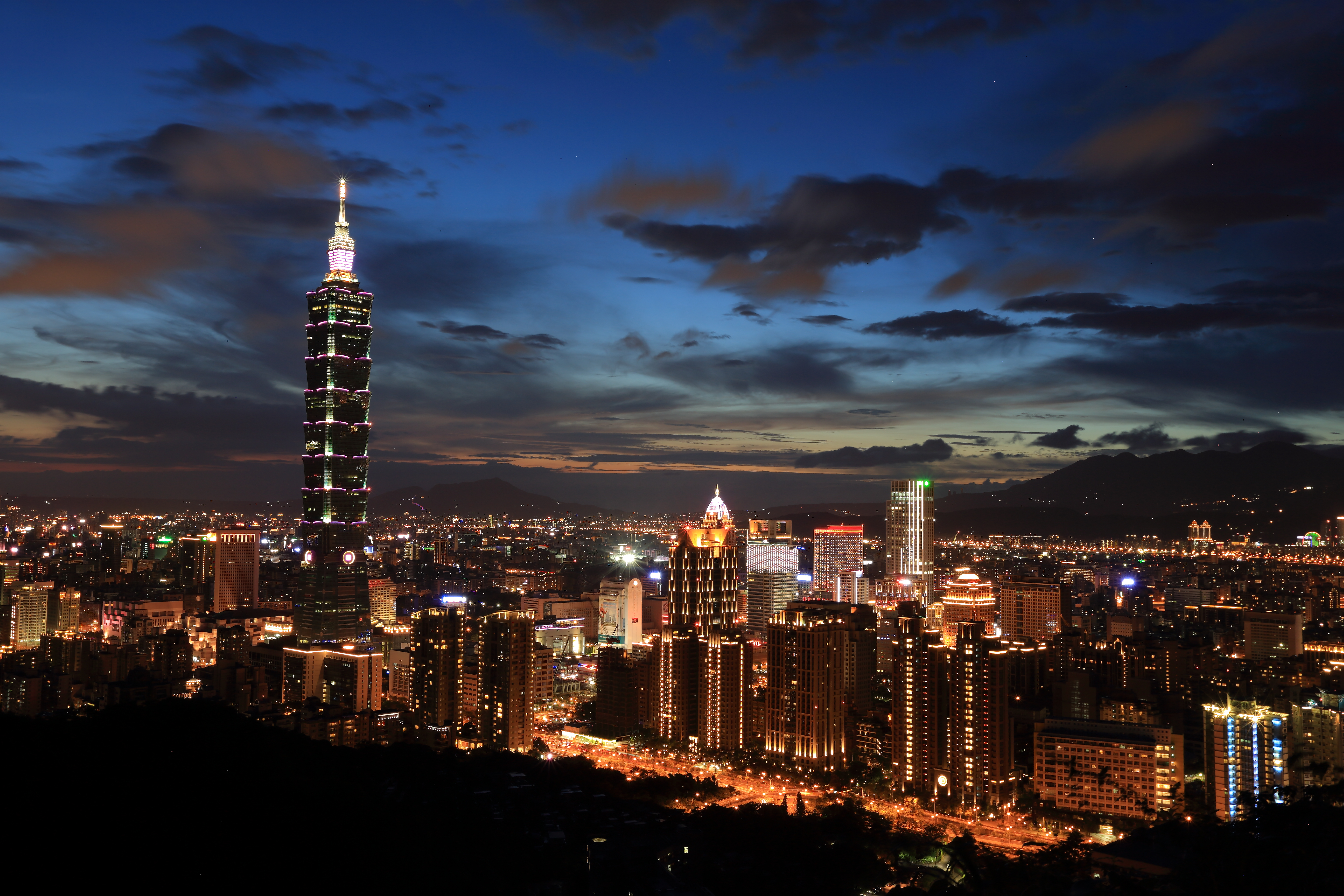
Phong cảnh Đài Bắc nhìn từ núi Voi, thấy cả tòa nhà Đài Bắc 101, hoàng hôn năm 2015
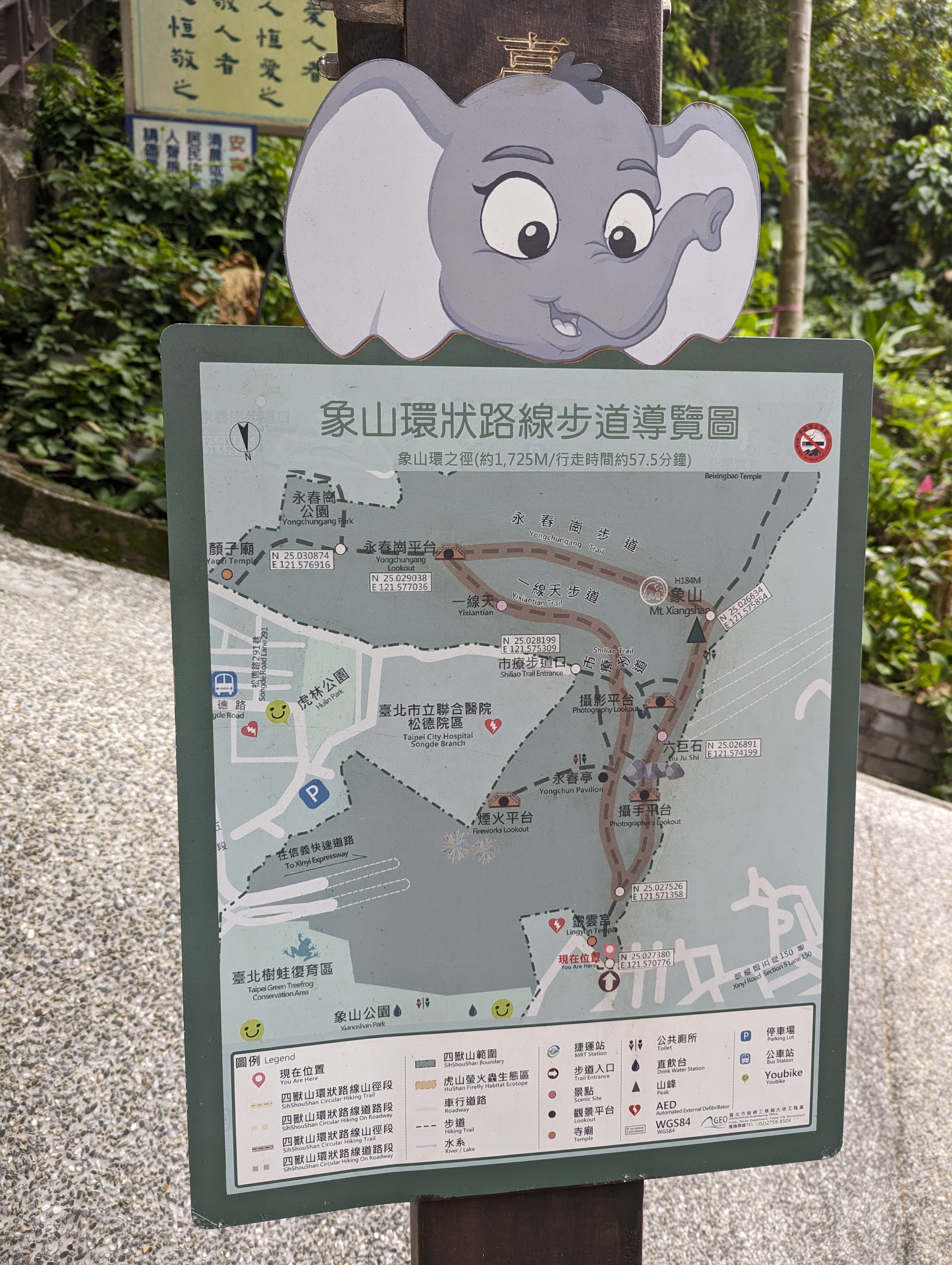
Bản đồ con đường
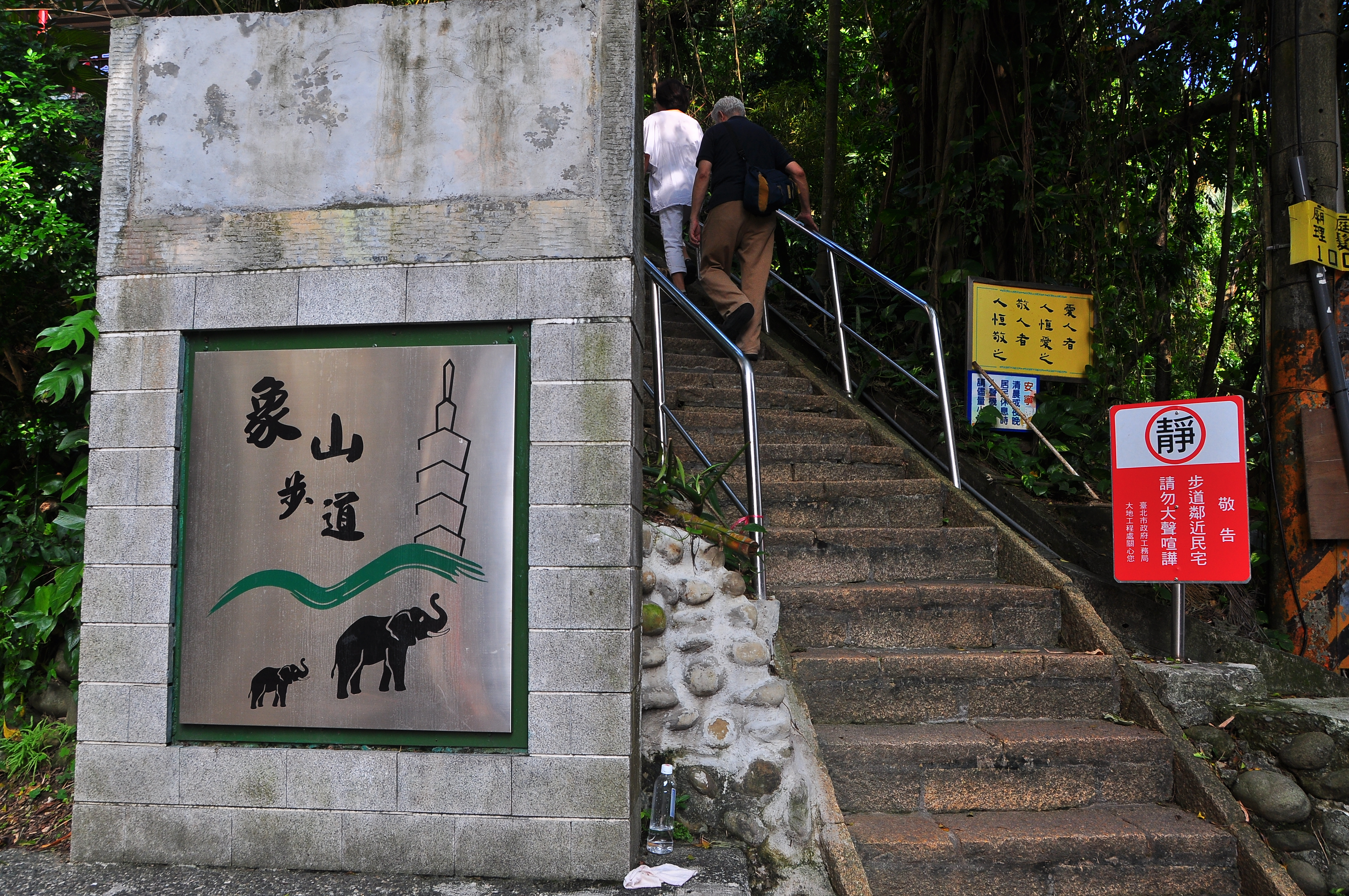
Điểm xuất phát phía tây gần đền Đại Thiên Điện Linh Vân với những bậc thang dốc và hẹp
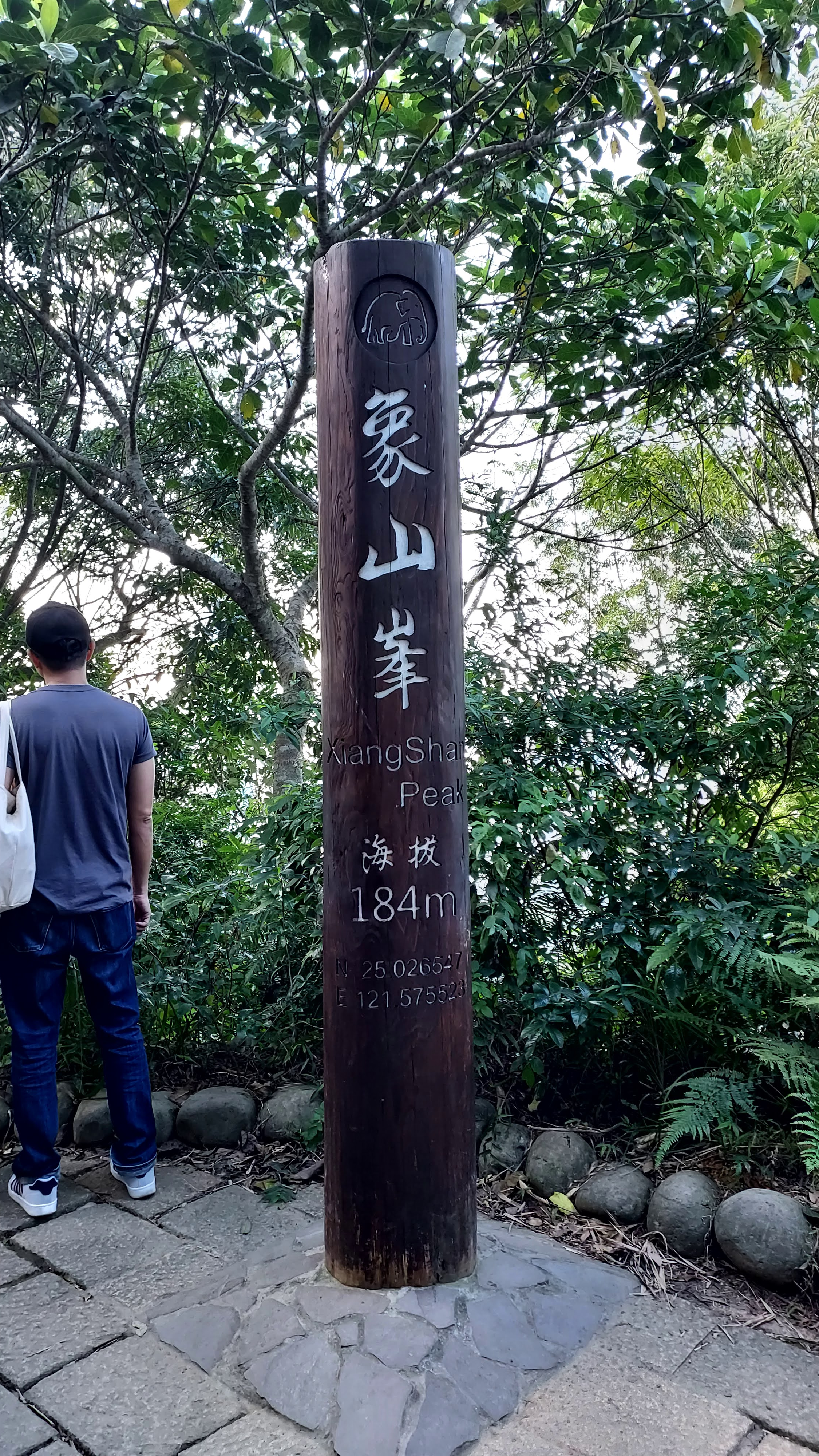
Đầu đường lên núi
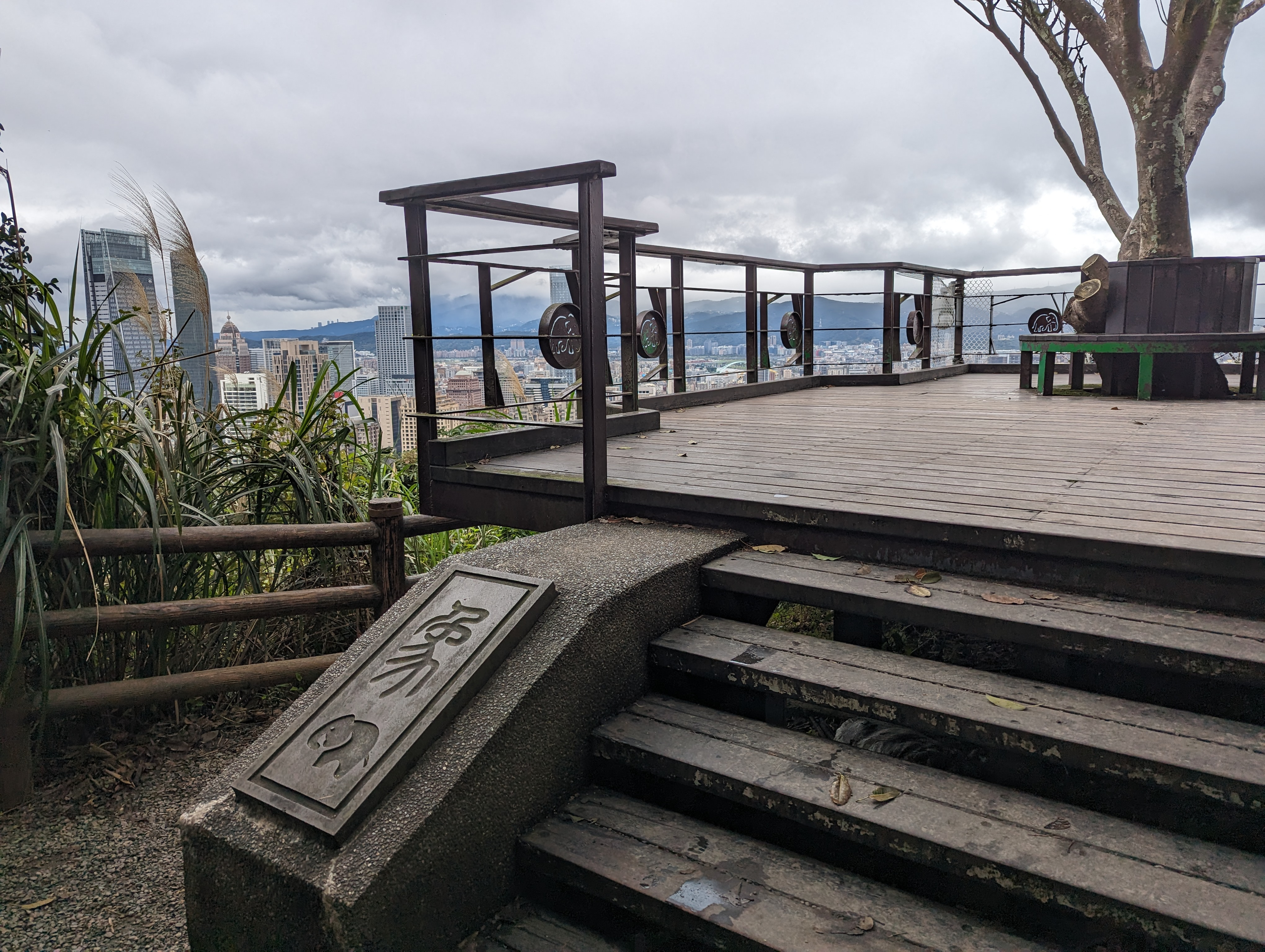
Đài quan sát trên núi
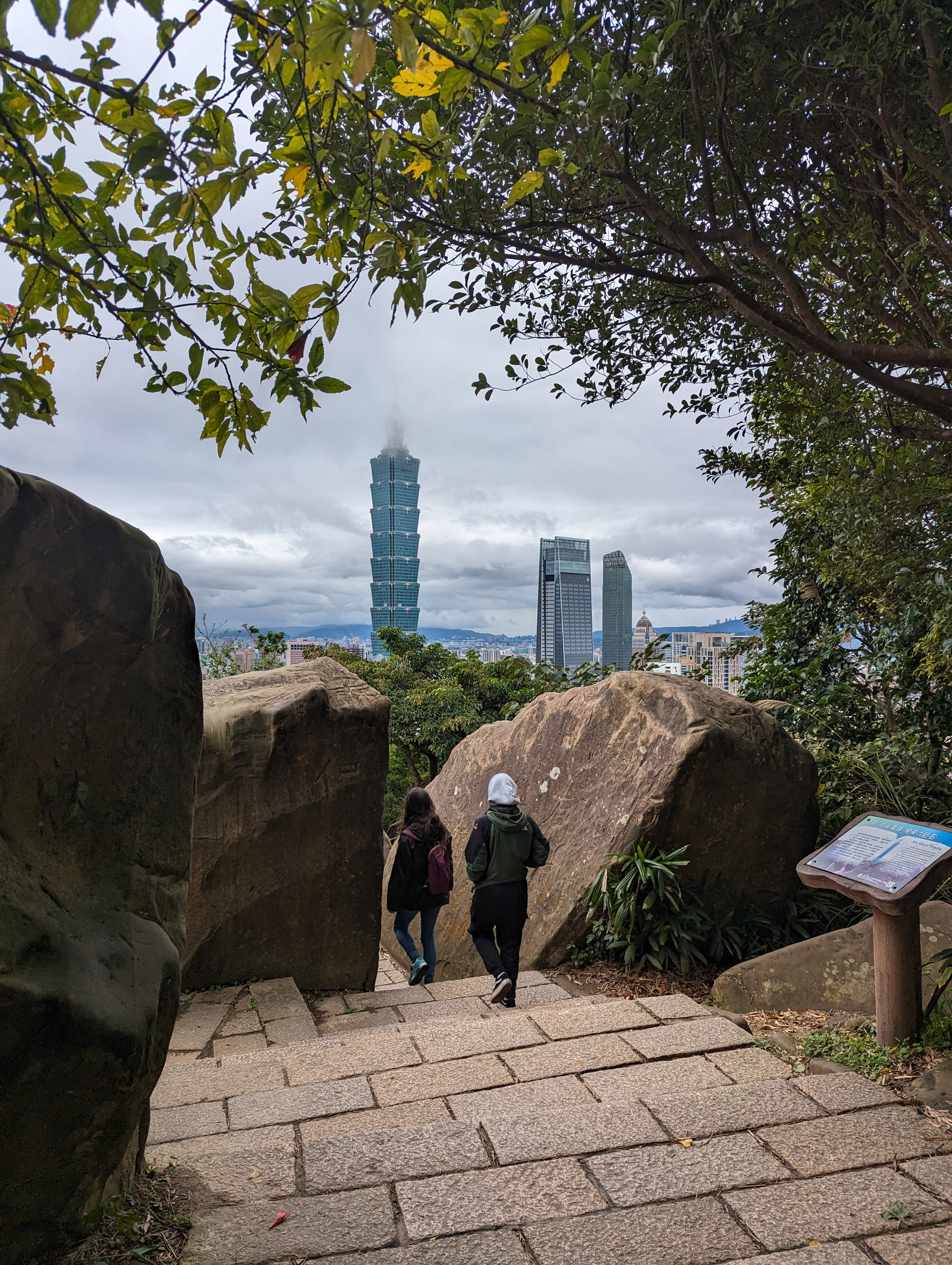
Người leo núi xuống núi qua khe núi lớn
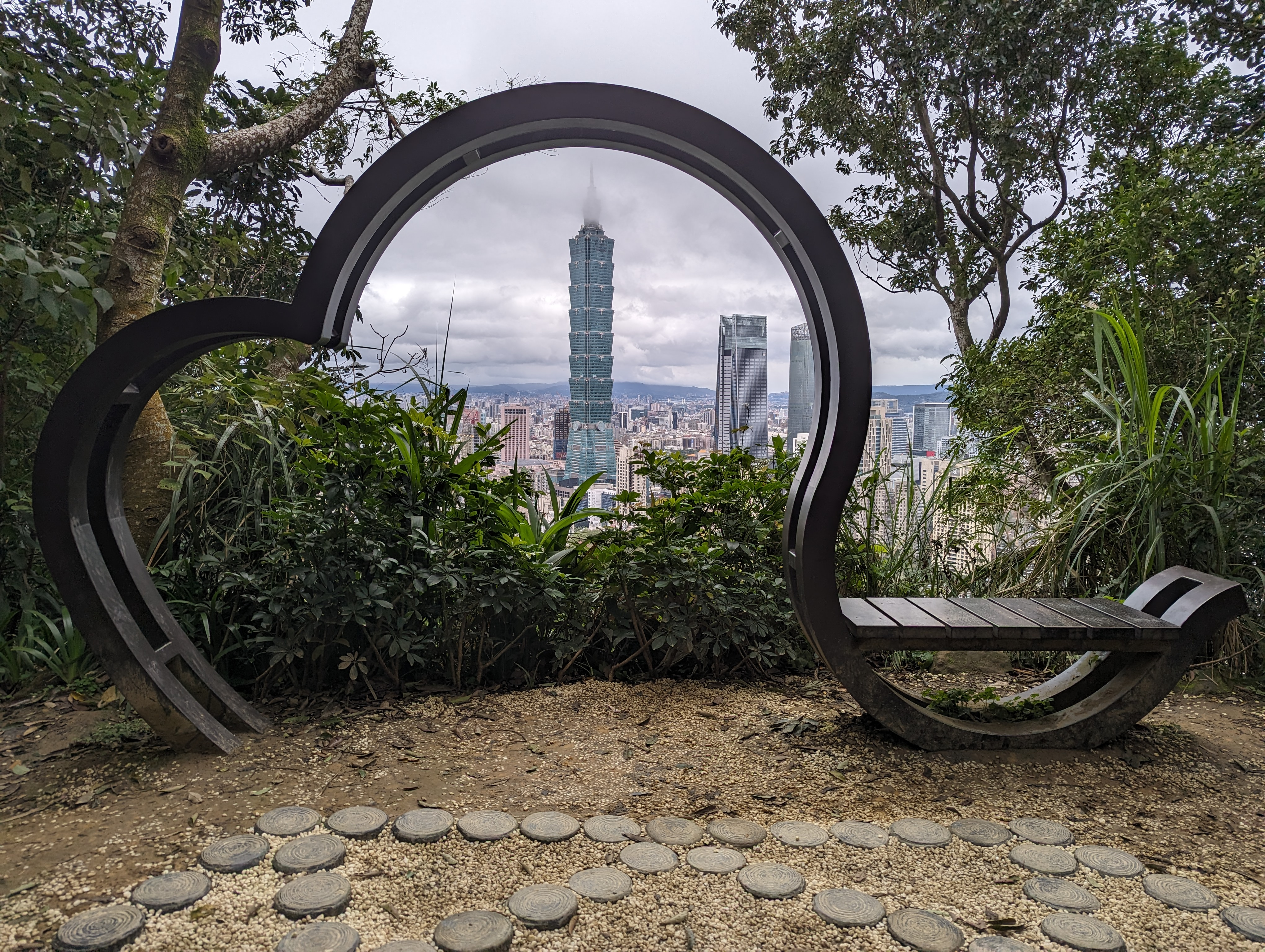
Cao ốc Đài Bắc 101 nhìn qua khung của chiếc ghế dài hình con voi đặt trên đỉnh núi

Cảnh quan thành phố nhìn từ Tượng Sơn
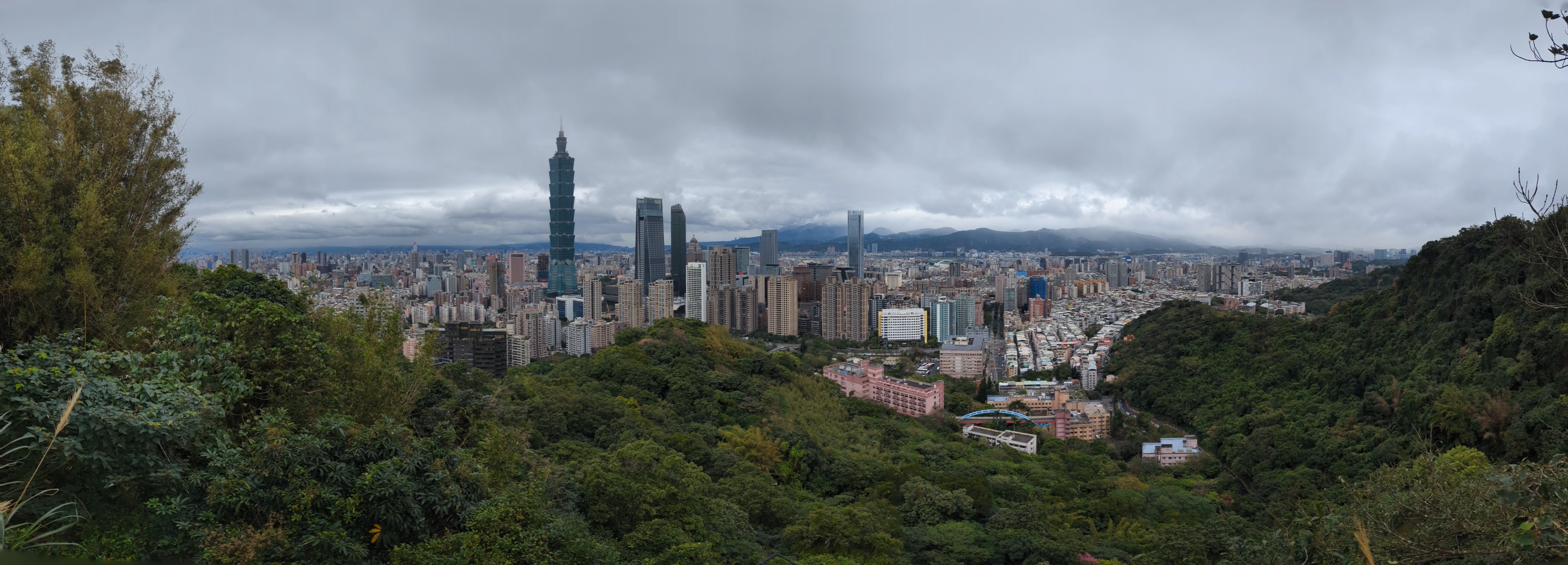
Cảnh quan ban ngày
Cảnh quan buổi hoàng hôn
Cảnh quan về đêm